# Prelatura territoriale di Isabela

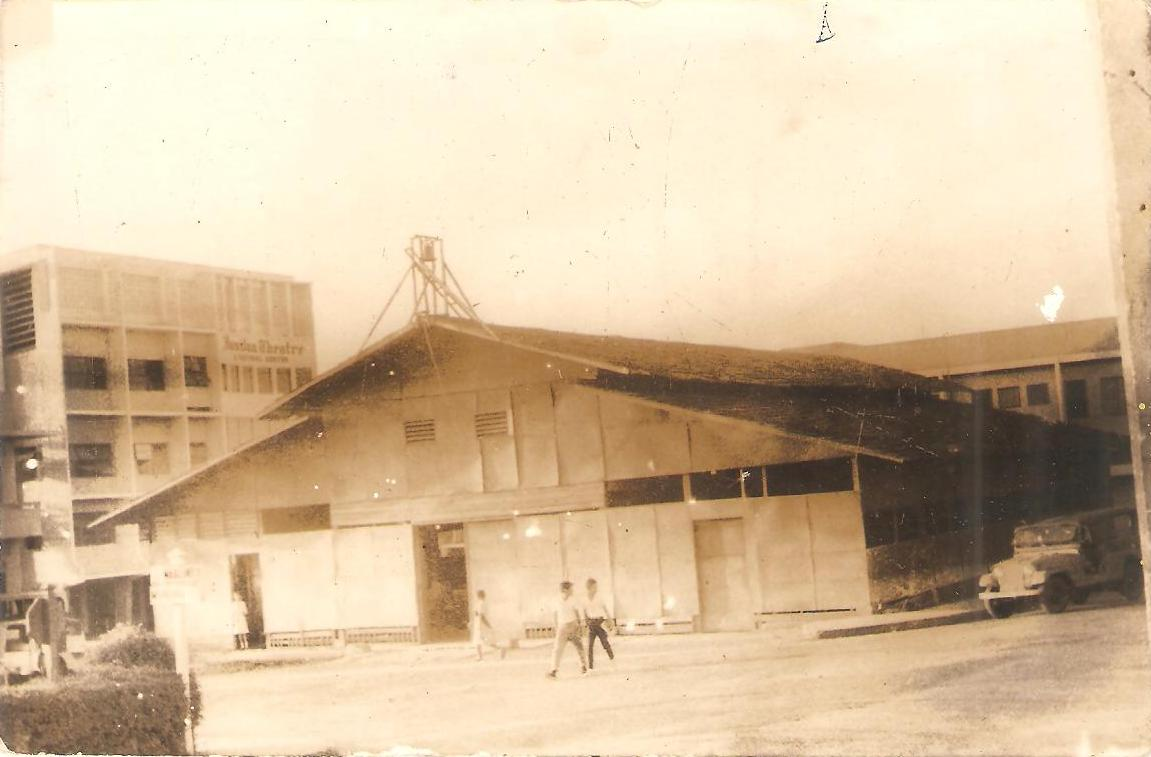
L'antica cattedrale di Sant'Isabella nel Dopoguerra

La prelatura territoriale di Isabela (in latino: Praelatura Territorialis Isabellopolitana) è una sede della Chiesa cattolica nelle Filippine suffraganea dell'arcidiocesi di Zamboanga. Nel 2021 contava 128.650 battezzati su 444.820 abitanti. È retta dal vescovo Leo Magdugo Dalmao, C.M.F.

## Territorio
La prelatura territoriale comprende la provincia filippina di Basilan e la città di Isabela, che amministrativamente non ne fa parte.
Sede prelatizia è la città di Isabela, dove si trova la cattedrale di Sant'Elisabetta di Portogallo.
Il territorio si estende su 1.359 km² ed è suddiviso in 10 parrocchie.

## Storia
La prelatura territoriale è stata eretta il 12 ottobre 1963 con la bolla Providens Dei di papa Paolo VI, ricavandone il territorio dall'arcidiocesi di Zamboanga.

## Cronotassi dei vescovi
Si omettono i periodi di sede vacante non superiori ai 2 anni o non storicamente accertati.
- José María Querejeta Mendizábal, C.M.F. † (24 ottobre 1963 - 28 gennaio 1989 dimesso)
- Romulo Tolentino de la Cruz † (28 gennaio 1989 succeduto - 8 gennaio 2001 nominato vescovo coadiutore di San Jose de Antique)
- Martin Sarmiento Jumoad (21 novembre 2001 - 4 ottobre 2016 nominato arcivescovo di Ozamiz)
  - Sede vacante (2016-2019)
- Leo Magdugo Dalmao, C.M.F., dal 25 marzo 2019

## Statistiche
La prelatura territoriale nel 2021 su una popolazione di 444.820 persone contava 128.650 battezzati, corrispondenti al 28,9% del totale.
| anno | popolazione | popolazione | popolazione | presbiteri | presbiteri | presbiteri | presbiteri                | diaconi | religiosi | religiosi | parrocchie |
| anno | battezzati  | totale      | %           | numero     | secolari   | regolari   | battezzati per presbitero | diaconi | uomini    | donne     | parrocchie |
| ---- | ----------- | ----------- | ----------- | ---------- | ---------- | ---------- | ------------------------- | ------- | --------- | --------- | ---------- |
| 1970 | 42.000      | 160.000     | 26,3        | 13         |            | 13         | 3.230                     |         | 13        |           | 5          |
| 1980 | 51.000      | 226.000     | 22,6        | 10         | 4          | 6          | 5.100                     | 3       | 7         | 11        | 7          |
| 1990 | 83.400      | 270.000     | 30,9        | 14         | 7          | 7          | 5.957                     |         | 8         | 27        | 9          |
| 1999 | 78.452      | 297.695     | 26,4        | 15         | 9          | 6          | 5.230                     |         | 11        | 39        | 8          |
| 2000 | 80.430      | 301.195     | 26,7        | 15         | 9          | 6          | 5.362                     |         | 8         | 36        | 8          |
| 2001 | 82.258      | 303.023     | 27,1        | 15         | 10         | 5          | 5.483                     |         | 10        | 35        | 8          |
| 2002 | 90.329      | 332.828     | 27,1        | 14         | 10         | 4          | 6.452                     |         | 8         | 26        | 8          |
| 2003 | 90.329      | 332.828     | 27,1        | 12         | 10         | 2          | 7.527                     |         | 4         | 27        | 8          |
| 2004 | 90.329      | 332.828     | 27,1        | 14         | 10         | 4          | 6.452                     |         | 6         | 31        | 8          |
| 2013 | 131.000     | 383.000     | 34,2        | 20         | 14         | 6          | 6.550                     |         | 6         | 25        | 10         |
| 2016 | 126.122     | 418.856     | 30,1        | 25         | 11         | 14         | 5.044                     |         | 17        | 22        | 10         |
| 2019 | 125.269     | 432.840     | 28,9        | 10         |            | 10         | 12.526                    |         |           | 19        | 10         |
| 2021 | 128.650     | 444.820     | 28,9        | 13         |            | 13         | 9.896                     | 1       | 4         | 20        | 10         |